# Stypendia pomostowe
Program Stypendiów Pomostowych – pozarządowy program stypendialny oferujący stypendia studentom na I rok i dalsze lata studiów. Stypendia pomostowe na pierwszy rok studiów otrzymują osiągający dobre wyniki w nauce maturzyści pochodzący ze wsi i małych miejscowości, z niezamożnych rodzin, którzy rozpoczynają studia dzienne i spełniają kryteria jednego z segmentów programu. Celem programu jest ułatwienie młodym ludziom podjęcia studiów, poprzez ufundowanie stypendiów na I rok studiów i wsparcie podczas dalszej edukacji akademickiej.
Program został zainicjowany w 2002 r. przez Polsko-Amerykańską Fundację Wolności w odpowiedzi na problem społeczny, jakim jest wyraźna dysproporcja w dostępie do studiów między młodzieżą mieszkającą na wsi i w małych miastach – dla wielu uzdolnionych młodych ludzi próg szkoły wyższej jest trudny do przekroczenia głównie z powodu bariery materialnej.
Stypendyści pomostowi, osiągający dobre wyniki w nauce, mogą w ramach programu korzystać również ze stypendiów na II, III i IV rok studiów, stypendiów językowych, staży zagranicznych w USA oraz brać udział w szkoleniach i warsztatach. W przeszłości Program oferował również stypendia doktoranckie i stypendia umożliwiające odbycie części studiów za granicą w ramach ERASMUS+. 
Kolejne edycje programu ogłaszane są na wiosnę każdego roku. Programem zarządza Fundacja Edukacyjna Przedsiębiorczości.

## Profil stypendysty
O stypendia na I rok studiów mogą ubiegać się maturzyści, którzy:
- zdali dobrze maturę w bieżącym roku szkolnym – uzyskali odpowiednią liczbę punktów zgodną z wymaganiami programu (punkty liczone są w oparciu o algorytm dostępny na stronie internetowej programu)
- zostali przyjęci na I rok dziennych (stacjonarnych) studiów I stopnia, lub I rok dziennych jednolitych studiów magisterskich, realizowanych w polskich akademickich uczelniach publicznych
- mieszkają na wsi lub w mieście do 20 tys. mieszkańców
- pochodzą z rodziny o niskich dochodach (dochód nie może przekraczać kwoty ogłaszanej każdego roku w regulaminie programu)

a ponadto spełniają jedno z trzech kryteriów:
- są/byli finalistami ogólnopolskiej olimpiady przedmiotowej w trakcie nauki w szkole ponadgimnazjalnej

lub
- są członkami rodzin wielodzietnych lub pochodzą z rodzin zastępczych lub państwowych domów dziecka

lub
- posiadają rekomendację organizacji lokalnej uczestniczącej w bieżącej edycji Programu

## Stypendia przyznawane w ramach Programu
Stypendium pomostowe na I rok studiów wynosi 10 000 zł i jest wypłacane w ratach przez 10 miesięcy roku akademickiego. Stypendyści, którzy osiągają bardzo dobre wyniki w nauce, mają szansę uzyskać wsparcie w kolejnych latach edukacji. O stypendium na wyższe lata studiów mogą się ubiegać najlepsi studenci, którzy otrzymywali stypendium pomostowe podczas I roku studiów.
- Stypendium na II rok studiów  przyznawane jest w ramach konkursu PRYMUS stypendystom, którzy w trakcie I roku studiów osiągnęli dobre wyniki w nauce. Minimalna średnia kwalifikująca do udziału w konkursie wynosi 4,0.
- Stypendia na III i IV rok studiów przyznawane w ramach konkursów korporacyjnych studentom kierunków ekonomicznych, technicznych, rolniczych, a także kierunków humanistycznych, którzy uzyskali w toku studiów średnią nie niższą niż 4,0.
- Stypendium językowe przeznaczone dla stypendystów pomostowych chcących poprawić swoje kompetencje w zakresie znajomości języka angielskiego. Stypendium przyznawane jest w formie rocznego kursu języka angielskiego kończącego się egzaminem na poziomie FCE lub CAE.

Program Stypendiów Pomostowych daje również swoim stypendystom szansę uczestnictwa w konferencjach, szkoleniach i warsztatach pomagających rozwijać ich kompetencje.

## Partnerzy i efekty
Program Stypendiów Pomostowych jest wspólnym przedsięwzięciem licznego grona  partnerów. Od początku istnienia programu przyznano łącznie ponad 28 000 stypendiów na I rok i dalsze lata studiów. Stypendium na I rok studiów dziennych otrzymało ponad 19 000 absolwentów szkół ponadgimnazjalnych. Partnerzy programu przeznaczyli na ten cel 149 milionów zł.